# Tage Rejmes Bil
Tage Rejmes Bil AB, även Rejmes och Rejmekoncernen är ett bilhandelsföretag med huvudkontor i Norrköping.
Grundades 1958 av Volvohandlaren Tage Rejme i Ulricehamn. Företaget flyttade med en handfull medarbetare till Norrköping och övertog Volvoagenturen. Kontor och bilförsäljning öppnades på Hospitalsgatan mitt emot Nya Torget. Verkstad och reservdelar var inhysta i lokaler i Kneippen. Anläggningen på Lindövägen stod klar 1960, samma lokal som besöks än idag. Parallellt med Norrköpingsetableringen öppnade Rejmes lokal bilhandel i Söderköping, Valdemarsvik och Finspång. År 1972 fick lastvagnsverksamheten helt nya lokaler i Butängen i Norrköping. Tage Rejmes Bil AB fortsatte expandera i Linköping och Åtvidaberg och 1974 stod en komplett anläggning för personbilar och lastvagnar klar, samtidigt övertogs Volvoverksamheten i Mjölby.  
I Örebrodistriktet övertog Tage Rejmes Bil AB Volvoagenturen 1982, Rejmes blev en lokalhandlare i Lindesberg, Askersund. I Katrineholm och Nyköping finns Rejmes Lastvagnar. I Hallsberg övertog Rejmes dåvarande SAAB- och Opelhandlarens anläggning som omprofilerades till en Volvoanläggning. År 2001 byggdes en modern lastvagnsanläggning i Motala efter att ha övertagit Volvoagenturen från Skobes Lastvagnar. Det sistnämnda även i Tranås. År 2002 köpte Tage Rejmes Bil AB konkurrenten Ford i Norrköping och Linköping. Året därpå köps även Ford i Örebro (Forema Bil AB). År 2005 får Rejmekoncernen ytterligare ett komplement till Volvo, Renault och Fords modellprogram då Rejmekoncernen övertar Mazdaagenturen. Under 2004 invigdes Rejmes Bilskadecenter i Linköping och under 2006 i Norrköping. 
Under 2022 satsar Rejmes på helt elektriska fordon från kinesiska Maxus, BYD och JAC som kompletter det befintliga utbudet. Dessutom öppnas alla verkstäder för alla bilmärken. 
Idag är koncernen auktoriserad återförsäljare av Volvo personbilar, lastbilar och bussar. Renault personbilar och transportbilar, Dacia personbilar och transportbilar, Maxus personbilar och transportbilar, JAC personbilar och BYD transportbilar. 
Omsättningen på <1 miljon har under åren ökat till cirka 3,3 miljarder, med över 8 000 levererade nya- och begagnade personbilar, transportbilar, lastbilar och bussar 2022. Idag arbetar 700 medarbetare på Rejmes 24 försäljnings- och serviceanläggningar.